# Rubus sparsiflorus
Rubus sparsiflorus är en rosväxtart som beskrevs av Macbride. Rubus sparsiflorus ingår i släktet rubusar, och familjen rosväxter. Inga underarter finns listade i Catalogue of Life.